# Dècada del 730 aC
La dècada del 730 aC comprèn el període que va des de l'1 de gener del 739 aC fins al 31 de desembre del 730 aC.

## Esdeveniments
- Assíria envaeix Israel
- Fundació de Siracusa
- Malta es converteix en colònia grega